# Termesztett köles

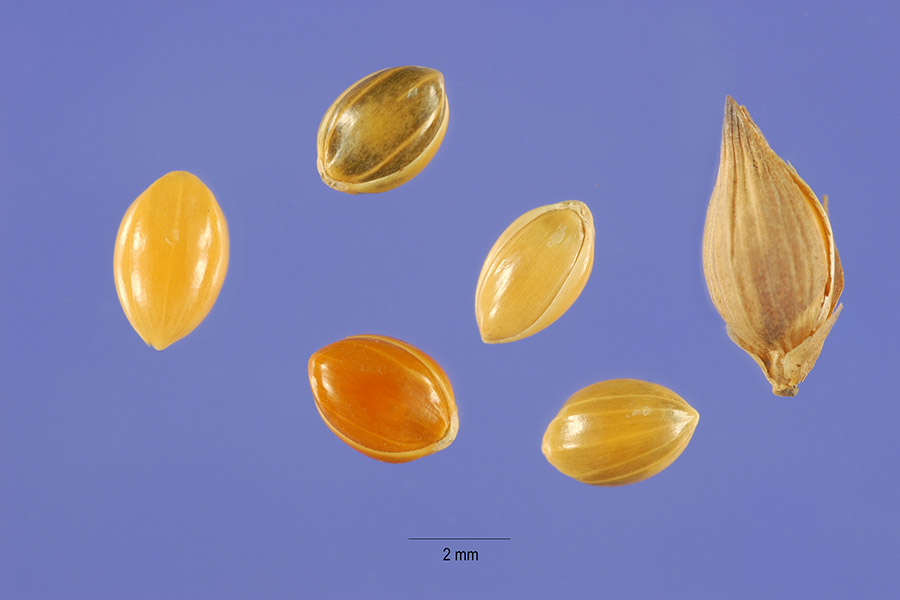
Kölesszemek

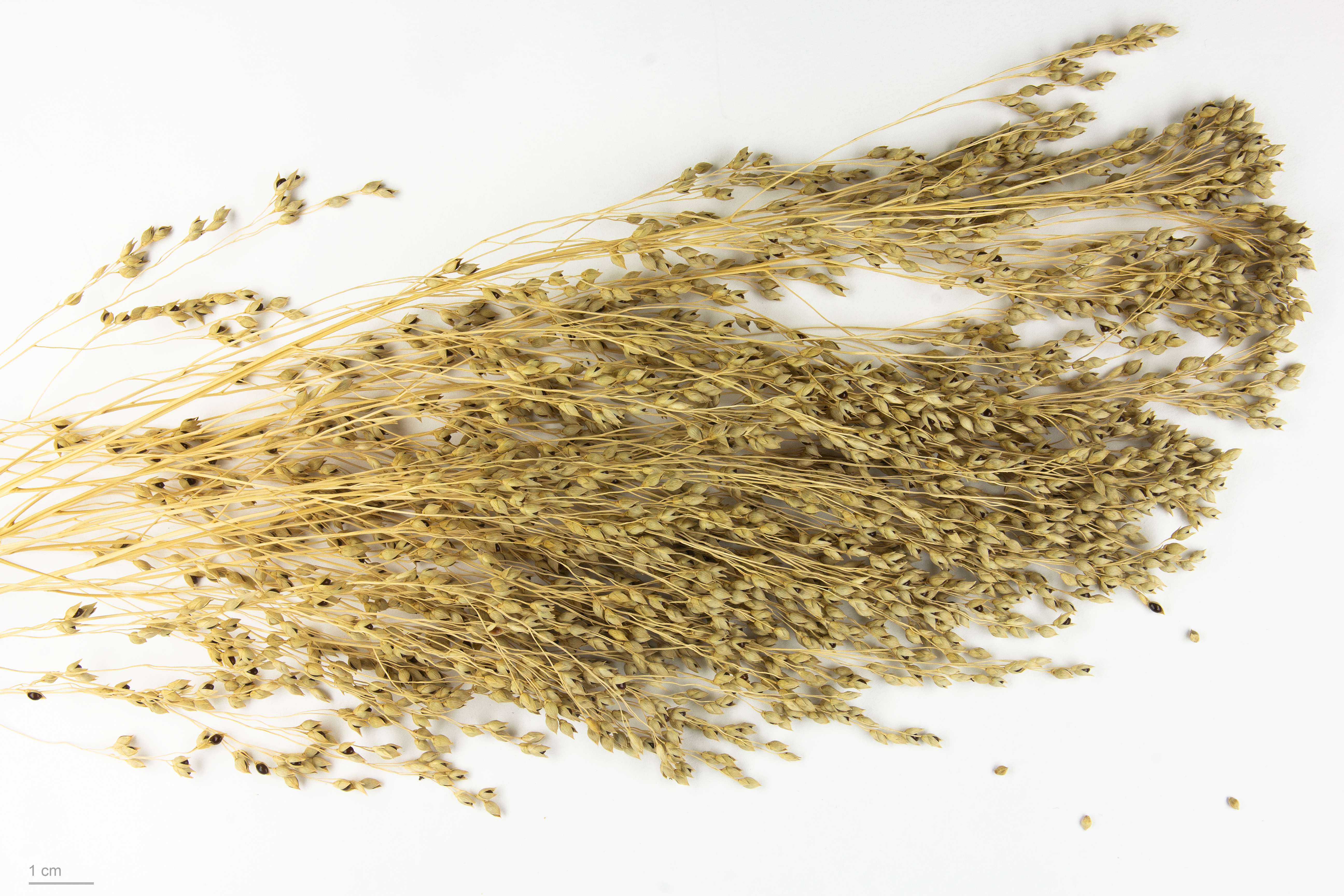
Száraz kölesbuga szemtermésekkel a toulouse-i múzeumban

A termesztett köles (Panicum miliaceum) a perjefélék családjába tartozó növényfaj. Világszerte termesztett gabona- és takarmánynövény. Nemzetségének a típusfaja. A magyarság egyik legrégibb, elfeledett, majd napjainkban – a gluténmentes életmódra való áttérés kényszerűsége, valamint hagyományőrzés miatt is – reneszánszát élő gabonája. A középkorban a szegény emberek egyik fő tápláléka a hántoltköleskása volt. A 19. században a burgonya és a búza szorította háttérbe a termesztését.
Származási helye jelenleg nem ismert, de leletek tanúsága szerint Kína területén legalább 10 ezer éve termesztik.
Jelenleg a legnagyobb területen Afrikában és Ázsiában termesztik. Magyarországon termőterülete néhány száz hektár. További magyar nevei: seprűköles, disznóköles, Hersey-köles.
Magyarországon alfajaként különítik el a Panicum miliaceum subsp. ruderale-t, amit gyomkölesnek, vetési kölesnek, vadkölesnek vagy törékeny kölesnek neveznek.

## Leírás
Gyökere mélyre hatoló mellékgyökérzet. Szára 30–120 cm magas, a hosszú, keskeny levelekkel együtt szőrös. Virágzata összetett füzéres fürt (azaz bugavirágzat), általában önbeporzó, de előfordul idegenbeporzás is. Termése szem.

## Fajták
- P. miliaceum var. elfusum – terpedt bugájú köles (a buga vége bókolhat)
- P. miliaceum var. contractum – zászlós bugájú köles (egyenletesen felálló buga)
- P. miliaceum var. compactum – tömött bugájú köles.

A toklász színe alapján vannak fehér, piros, szürke és sárga fajták.
Magyarországon a piros és sárga magszínű fajtákat termesztik. Magyar fajták: 1941-ben Horn Miklós nemesítette a Lovászpatonai pirosmagvút, majd Beke Ferenc a Fertődi-2-t. Újabb fajták: Gyöngyszem, Maxi, Biserka, GKT piroska, GK Alba, stb.

## Termesztés
Rövid tenyészideje (60-65 nap) vagy (70-130 nap) alkalmassá teszi másodveteményként is vetni. Bár egyike a legkevésbé vízigényes gabonáknak, csírázáskor szüksége van nedvességre (kelesztő öntözés). Hőigényes, fagyérzékeny növény, a homoktalaj kivételével bármilyen mezőgazdasági talajba vethető. A belvizet nem bírja. Betakarítása rendrevágással, néhány nappal későbbi felszedéssel majd csépléssel, vagy gabonakombájnnal történik. A növényt még zöld állapotában takarítják be, ekkor a buga felső részének magjai már érettek, később nagyon pereg.

## Felhasználás
Madáreleség, takarmány, liszt, alkoholos ital előállításra használható. Élelmiszeripari technológiával készül belőle kölespehely, extrudált köles, puffasztott köles. A kölesből készült, Balkánról származó erjesztett ital a boza. Kása készülhet belőle tejjel, vízzel főzve, vagy hússal és savanyú káposztához is.
A magját csak darálva lehet állatoknak adni, másként nem tudják megemészteni.
A gluténmentes táplálkozásba illesztve figyelni kell rá, hogy a termék csomagolásán garantálva legyen a gluténmentesség (ugyanis a gyártás során is kerülhet hozzá más gabonából származó glutén).

## Kórokozók, kártevők
Kórokozók
- baktériumos csíkosság (Pseudomonas avenae)
- köles porüszög (Sphacelotheca destruens)
- mohar porüszög (Ustilago crameri)
- árpa sárga törpülési vírusa (Barley yellow dwarf virus) – a levelek sárgulnak
- köles baktériumos csíkoltsága (Xentomonas panici)- vizenyős majd beszáradó foltok a levélen, száron, bugán
- kölesrozsda (Puccinia purpurea)
- köles fuzáriuma (Fusarium ssp.)

Kártevők
- fritlégy (Oscinella frit)
- köles gubacsszúnyog (Stenodiplodes panicii)
- kukoricamoly (Ostrinia nubilalis)
- a madarak kártétele jelentős lehet[1][4]

## A kultúrában
- Illyés Gyula: Az aranyköles (mese)
- Mátyás király hordja a köleszsákot (népmese)

## Érdekesség
2011-ben az ország tortája a kecskeméti barackos kölestorta lett.